# Jaruge (Chorwacja)
Jaruge – wieś w Chorwacji, w żupanii brodzko-posawskiej, w gminie Sikirevci. W 2011 roku liczyła 695 mieszkańców.